# Владислав IV под Смоленском
«Владислав IV под Смоленском» (пол. Władysław IV pod Smoleńskiem) — картина польского художника Яна Матейко на исторический сюжет, созданная в 1892 году. Её оригинал утрачен.
На картине изображён один из центральных эпизодов Смоленской войны 1632—1634 годов: русская армия, осаждавшая Смоленск, после капитуляции складывает знамёна перед королём Речи Посполитой Владиславом IV.